# Центральная мечеть Кёльна
Центральная мечеть Кёльна (нем. DITIB-Zentralmoschee Köln , тур.  Merkez-Cami ) — мечеть и культурный центр, планируется как мост между мусульманской и христианской культурами. 
Торжественное открытие состоялось 29 сентября 2018 года при участии президента Турции Р. Эрдогана.
Мечеть занимает площадь 4500 м² и вмещает от 2 до 4 тысяч прихожан. На строительство этого исламского комплекса, который также включает ресторан, молельную комнату, библиотеку и исламский культурный центр было выделено 40 миллионов долларов. Проект спонсировался филиалом турецкого государственного управления по религиозным делам (тур. Diyanet İşleri Türk İslam Birliği (DITIB)), а также финансировался за счет банковских займов и пожертвований от 884 мусульманских ассоциаций.
Мечеть возведена в османском архитектурном стиле. У неё стеклянный купол и два 55-метровых минарета. Архитектором является Пауль Бём, который специализируется на строительстве церквей. Стены мечети сделаны из стекла, что создаёт посетителям атмосферу гостеприимности и открытости. Дополнительные отделы комплекса, такие как ресторан, холл и магазины открыты для посетителей всех вероисповеданий. Центральная мечеть стала самой большой и современной не только в Германии, но и во всей Европе.
Местная ультраправая группировка и общественный деятель Ральф Джордано проводили акции протеста против строительства мечети. Они делали упор не столько на саму мечеть, сколько на интеграцию местного турецкого сообщества, и заявлял, что главной помехой интеграции является ислам.
В Кёльне проживает 125 тыс. мусульман. Большинство турок в Германии стали массово переселяться в немецкие земли в середине 70-х годов прошлого века. Согласно последней переписи, в Германии проживает порядка 4,5 миллионов мусульман. В пригороде Кёльна — Хертене уже 10 % мусульман, при этом численность турок в Германии продолжает расти. Поэтому местные исламские общины отмечают необходимость строительства новых мечетей. Стоит добавить, что в Кёльне уже функционируют 30 исламских мест для богослужения.

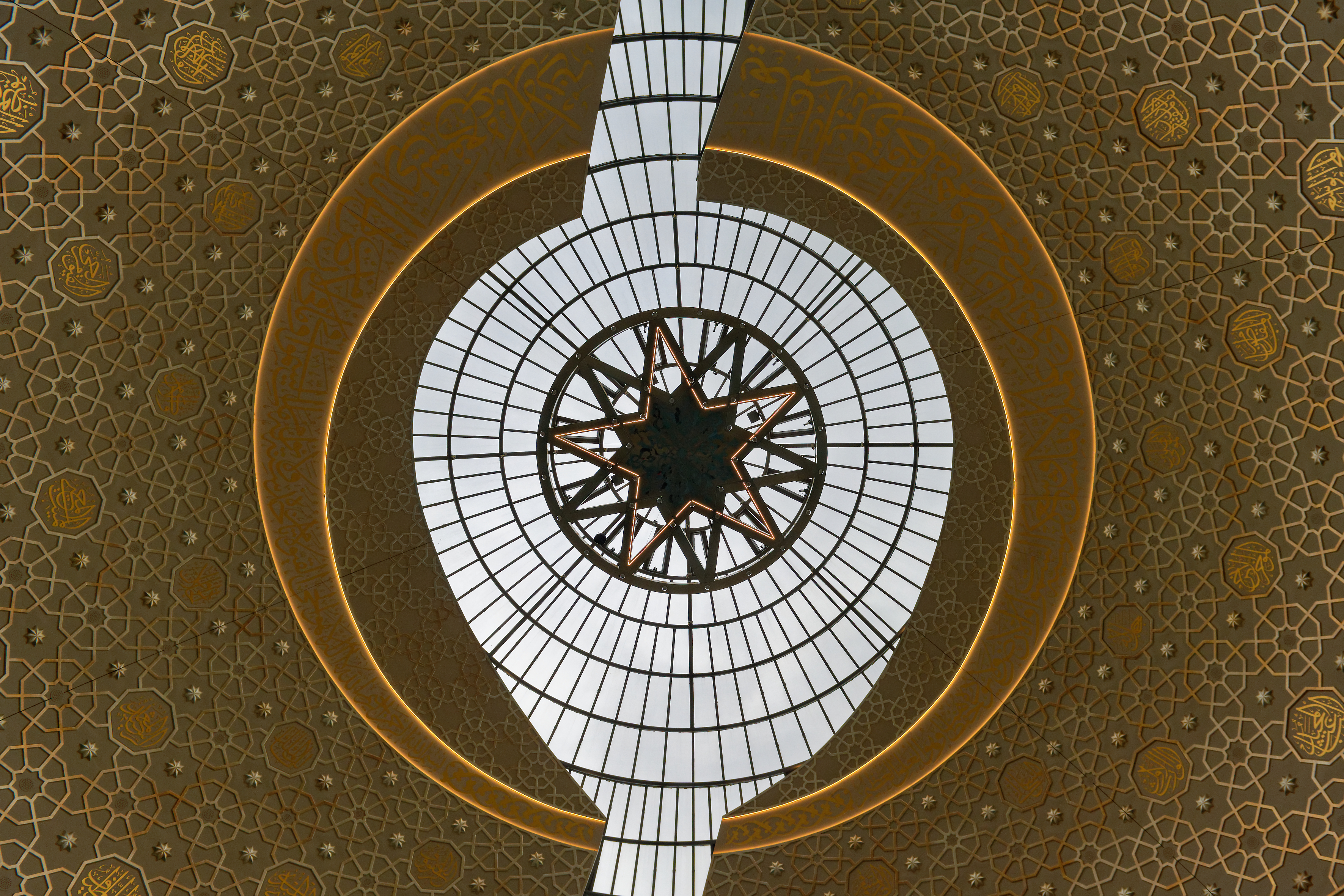
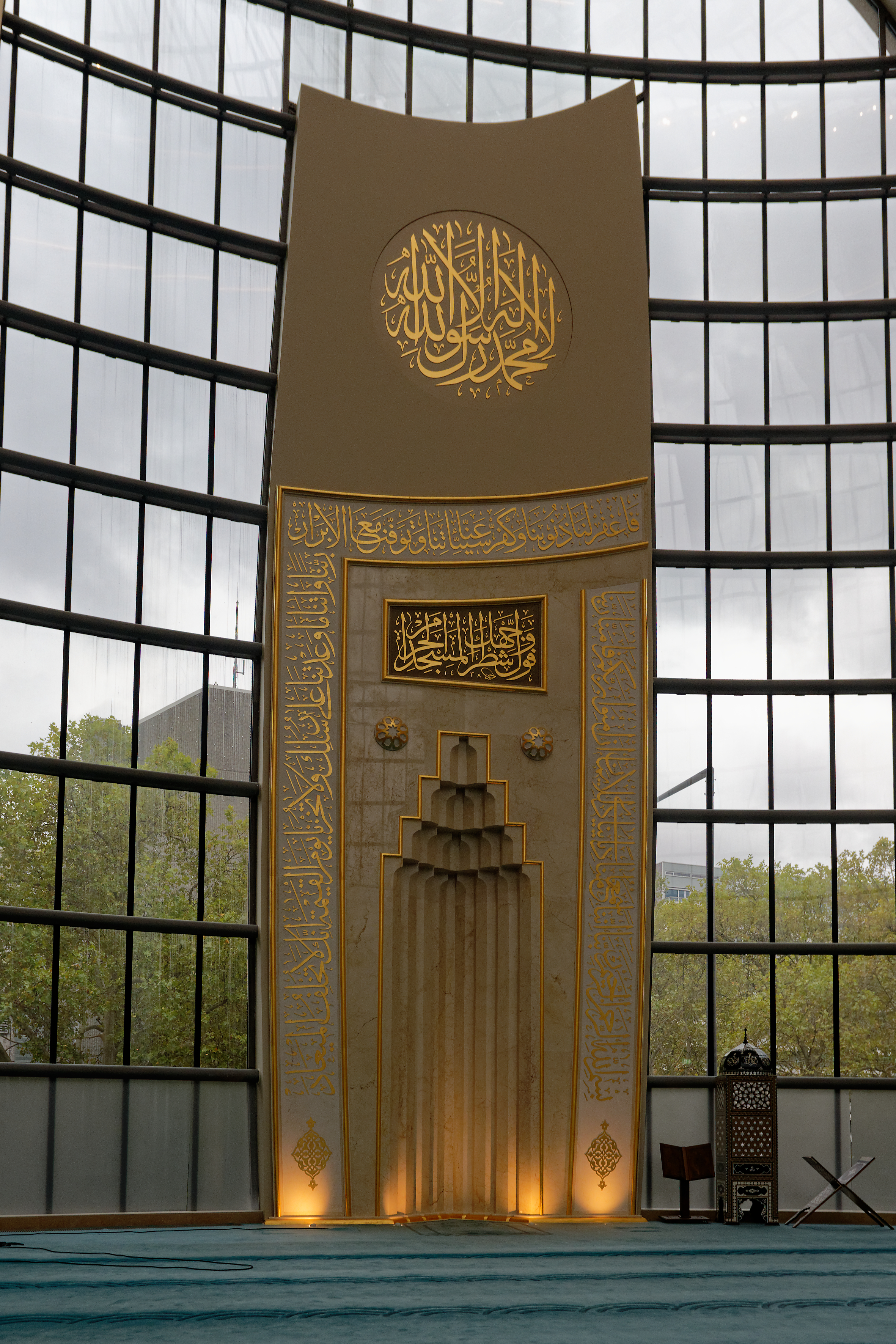
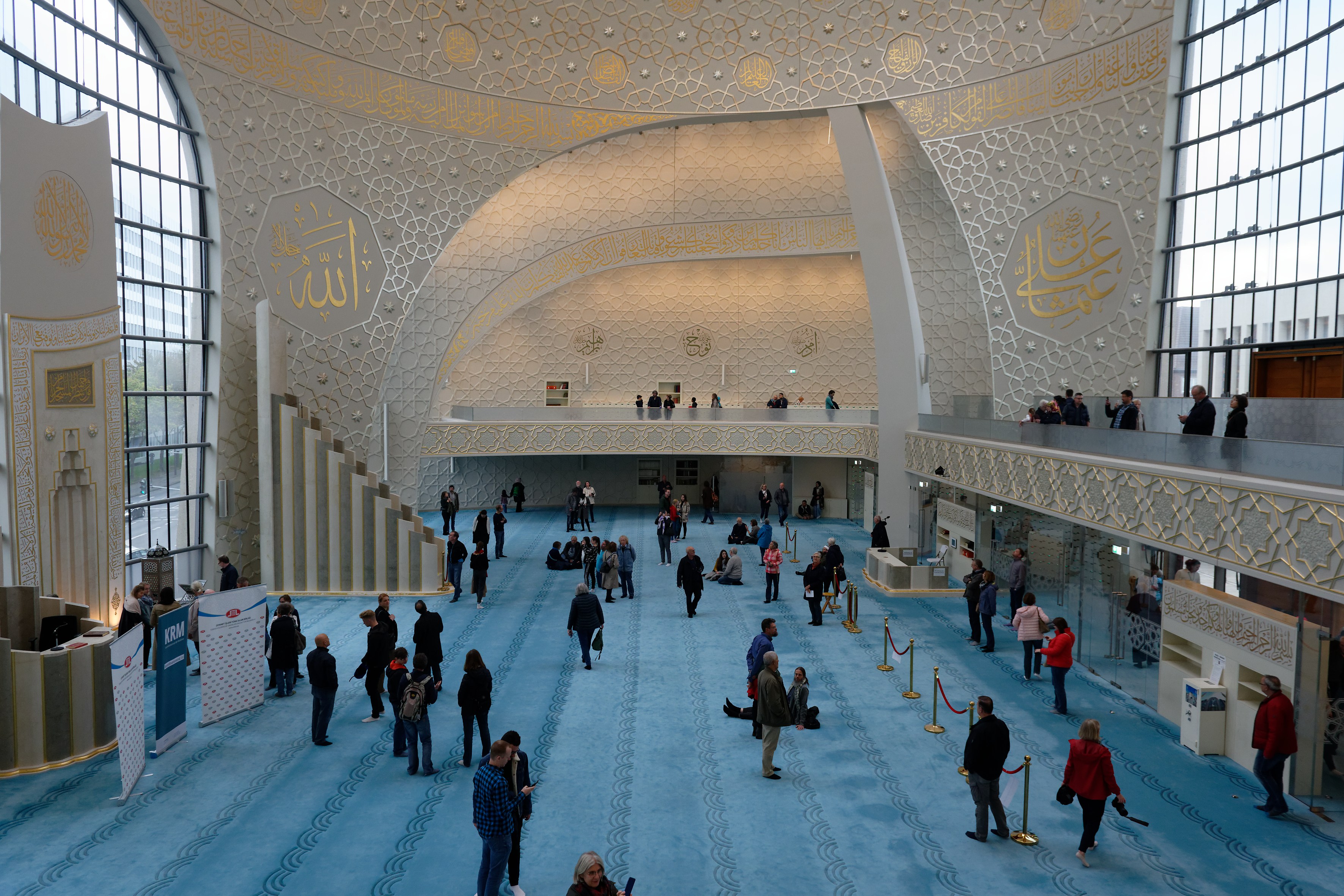
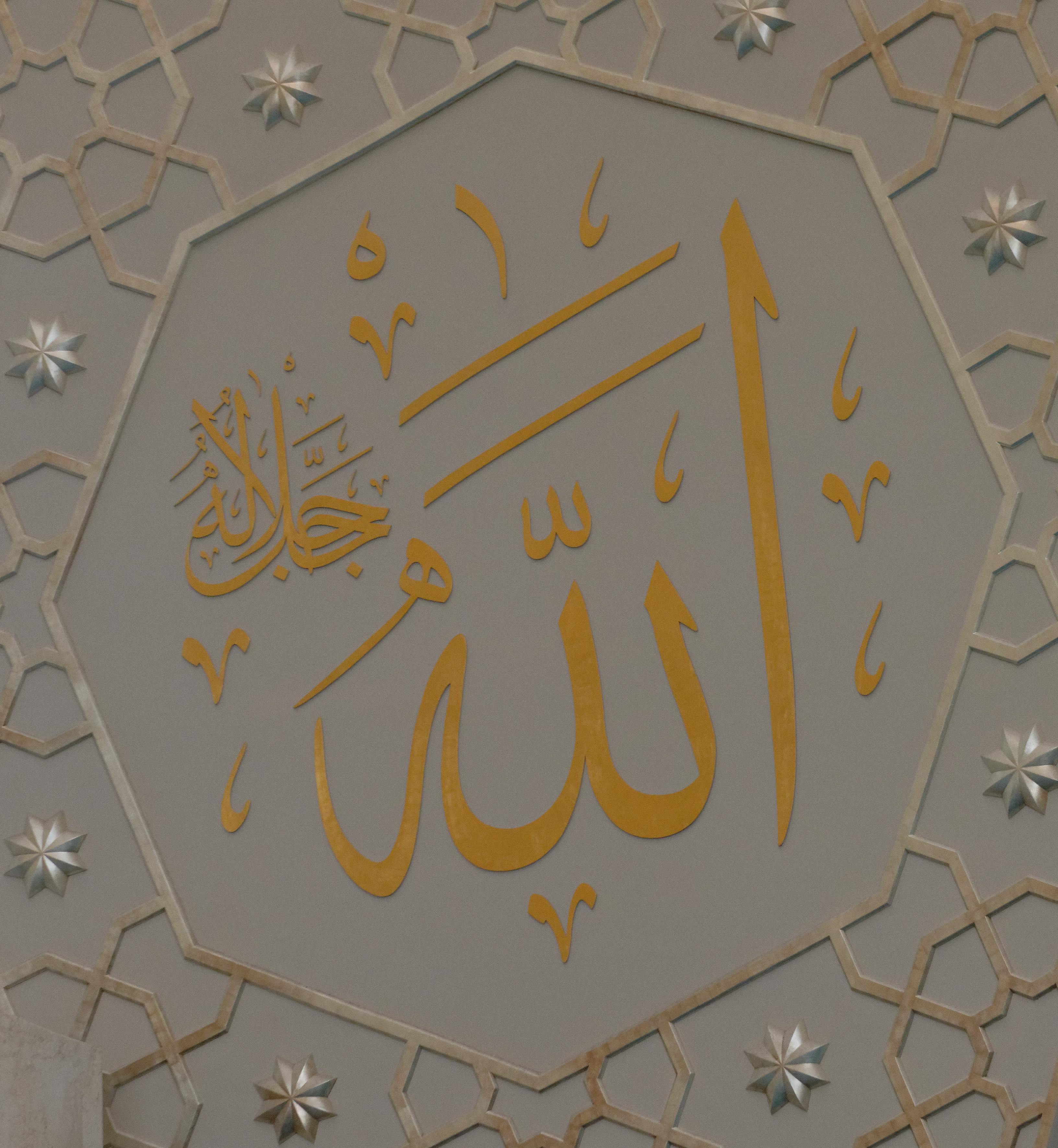